# اچ‌ام‌اس اسکات (۱۹۱۷)
اچ‌ام‌اس اسکات (۱۹۱۷) (به انگلیسی: HMS Scott (1917)) یک زیردریایی بود که طول آن ۳۳۲ فوت ۶ اینچ (۱۰۱٫۳۵ متر) بود. این زیردریایی در سال ۱۹۱۷ ساخته شد.